# Цусіма-хан

Мон роду Со

Цусіма-хан (яп. 対馬藩, つしまはん) — хан в Японії, у провінції Цусіма, регіоні Кюсю. 

## Короткі відомості
- Адміністративний центр: місто Футю волості Йора повіту Сімоаґата[1] (сучасний квартал Іцубара міста Цусіма префектури Наґасакі).

- Інші назви: Футю-хан, Іцубара-хан (厳原藩), Цусіма-Футю-хан (対馬府中藩).

- Дохід: 100.000 коку.

- Управлявся родом Со, що належав до тодзама і мав статус володаря провінції (国主). Голови роду мали право бути присутніми у великій залі аудієнцій сьоґуна.

- Ліквідований 1871 року.

## Правителі
| №  | Ім'я           | Ім'я         | Роки      | Ранг, титул            | Примітки                   |
| -- | -------------- | ------------ | --------- | ---------------------- | -------------------------- |
|    | Со Йосісіґе    | 宗 義調      |           | 讃岐守                 | Старший син Со Харуясу     |
| 1  | Со Йосітосі    | 宗 義智      | 1588-1615 | 従四位下 対馬守 侍従   | Четвертий син Со Масаморі  |
| 2  | Со Йосінарі    | 宗 義成      | 1615-1657 | 従四位下 対馬守 侍従   | Старший син Со Йосітомо    |
| 3  | Со Йосідзане   | 宗 義真      | 1657-1692 | 従四位下 対馬守 侍従   | Старший син Со Йосінарі    |
| 4  | Со Йосіцуґу    | 宗 義倫      | 1692-1694 | 従四位下 右京大夫 侍従 | Другий син Со Йосідзане    |
| 5  | Со Йосіміті    | 宗 義方      | 1694-1718 | 従四位下 対馬守 侍従   | Четвертий син Со Йосідзане |
| 6  | Со Йосінобу    | 宗 義誠      | 1718-1730 | 従四位下 対馬守 侍従   | Сьомий син Со Йосідзане    |
| 7  | Со Мітіхіро    | 宗 方熈      | 1731-1732 | 従四位下 対馬守 侍従   | Дев'ятий син Со Йосідзане  |
| 8  | Со Йосіюкі     | 宗 義如      | 1732-1752 | 従四位下 対馬守 侍従   | Старший син Со Йосінобу    |
| 9  | Со Йосіарі     | 宗 義蕃      | 1752-1762 | 従四位下 対馬守 侍従   | Другий син Со Йосінобу     |
| 10 | Со Йосінаґа    | 宗 義暢      | 1762-1778 | 従四位下 対馬守 侍従   | Другий син Со Йосіюкі      |
| 11 | Со Йосікацу І  | 宗 義功 (І)  | 1778-1785 | —                      | Четвертий син Со Йосінаґи  |
| 12 | Со Йосікацу ІІ | 宗 義功 (ІІ) | 1785-1812 | 従四位下 対馬守 侍従   | Шостий син Со Йосінаґи     |
| 13 | Со Йосіката    | 宗 義質      | 1812-1838 | 従四位下 対馬守 侍従   | Старший син Со Йосікацу ІІ |
| 14 | Со Йосіая      | 宗 義章      | 1839-1842 | 従四位下 対馬守 侍従   | Старший син Со Йосікати    |
| 15 | Со Йосійорі    | 宗 義和      | 1842-1862 | 従四位下 対馬守 侍従   | Другий син Со Йосікати     |
| 16 | Со Йосіакіра   | 宗 義達      | 1862-1871 | 従四位下 対馬守 侍従   | Третій син Со Йосійорі     |